# Lopha cristagalli
Lopha cristagalli is een tweekleppigensoort uit de familie Ostreidae. De wetenschappelijke naam is gepubliceerd in 1758 door Carl Linnaeus in de tiende editie van Systema naturae.